# انتخابات الرئاسة الأرجنتينية 2011
انتخابات الرئاسة الأرجنتينية 2011 هي الانتخابات الرئاسية التي جرت في 23 أكتوبر 2011، في الأرجنتين، لانتخاب رئيس الأرجنتين، فاز بالانتخابات كريستينا فرنانديز دي كيرشنر.

## المرشحين
كريستينا فرنانديز دي كيرشنر
ريكاردو ألفونسين (راديكالي)